# Dieter Rudolph

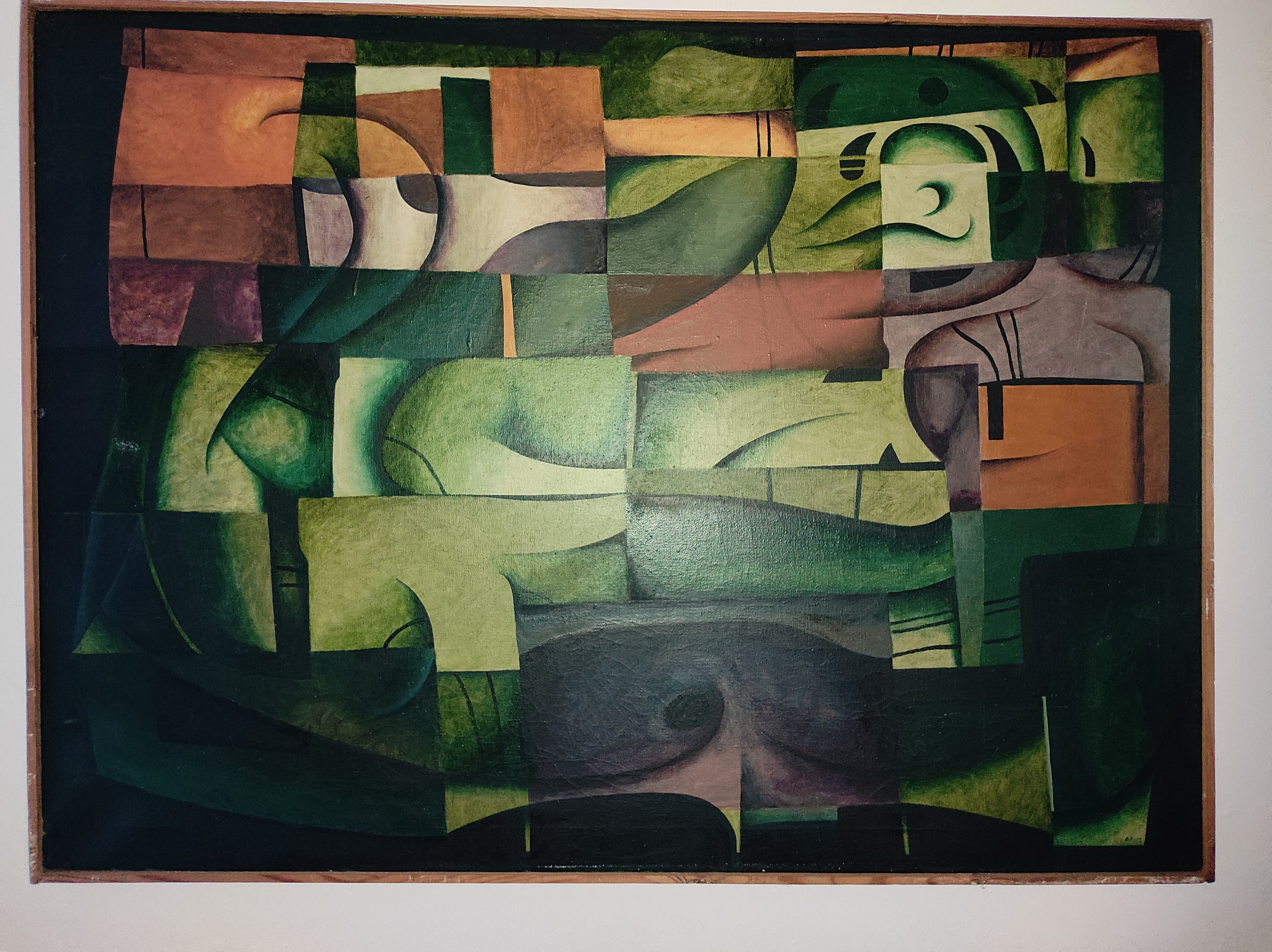
Dieter Rudolph (1959)

Dieter Rudolph (* 24. Dezember 1930 in Lüttchendorf bei Eisleben; † 21. Januar 2001 in Vesc, Südfrankreich) war ein deutscher Kunsterzieher und Maler.

## Leben und Wirken
Dieter Rudolph stammte aus Lüttchendorf im Mansfelder Land. 1949 legte er das Abitur in Tangermünde ab. 1950 übersiedelte die Familie nach Westdeutschland. Hier absolvierte Rudolph eine Lehre im Malerhandwerk. Es folgte ein Studium an der Werkakademie in Kassel bei Ernst Röttger, Kay H. Nebel, Stephan Hirzel und Arnold Bode, das er 1953 mit dem Werklehrerexamen abschloss. Während der ersten Documenta (1955) war er fotografischer Assistent von Arnold Bode. 1956 folgten das erste Staatsexamen und ein Preis Ars viva des Kulturkreises im Bundesverband der deutschen Industrie. Von 1958 bis zu seinem Ruhestand war Rudolph als Kunsterzieher an der Albert-Schweitzer-Schule in Kassel tätig. Von 1974 bis 1979 war er Vorsitzender des Kasseler Kunstvereins. Er lebte und arbeitete mit seiner Ehefrau in Kassel und Vesc (Südfrankreich).

### Stilistische Einordnung und Maltechniken
Die ersten Arbeiten in Öl entstanden in den 1960er Jahren im Mittelformat und sind bestimmt von polychromen, abstrakt-technoiden Formen. Es herrschen geometrische, bisweilen auch organische, stark räumliche Figuren und Elemente vor. Später, etwa ab Anfang 1970, wendete er sich vor allem unter dem Eindruck seiner südfranzösischen Wahlheimat, einer mehr realistischen Malweise zu. Die Bilder dieser Zeit verleugnen nicht die Nähe zur Fotografie, in der Rudolph gleichfalls zu Hause war. In seine naturnahen Landschaften und Architekturen ließ er unwirkliche und phantastische Elemente einfließen. Zu den bevorzugten Maltechniken zählten Öl und Tempera, aber auch filigrane Bleistift- und Federzeichnungen.

### Öffentliche Aufträge
- Wandbild für die Kantine der  Graf-Haeseler-Kaserne, Kassel, 1966
- Wandbild für die Mensa der  Ingenieur-Schule Friedberg (jetzt THM, Friedberg), sechsteilig, 1963, 1988 erneuert
- Wandbild für den Technischen Überwachungsverein Kassel, 1962

### Werke in Museen
- Staatliche Kunstsammlungen Kassel, Neue Galerie: das Kunstwerk 1962

### Kataloge
- Katalog zur Ausstellung Werk, 1958
- Fünf junge Künstler. Ausstellung des Kasseler Kunstvereins 1962 (Moog, Nele, Neusel, Rudolph, Schoofs) Löwe 1962
- Dieter Rudolph. Ölbilder und Grafiken 1956–1985. Kasseler Kunstverein 1987

### Einzelausstellungen
- 1961: Galerie junge Kunst, Fulda
- 1961: Galerie am Dom Frankfurt/M.
- 1966: Galerie Porta Wuppertal
- 1970: Studiogalerie im Kunstverein Kassel
- 1987: Ausstellung im Kunstverein Kassel